# Karl Hüllweck

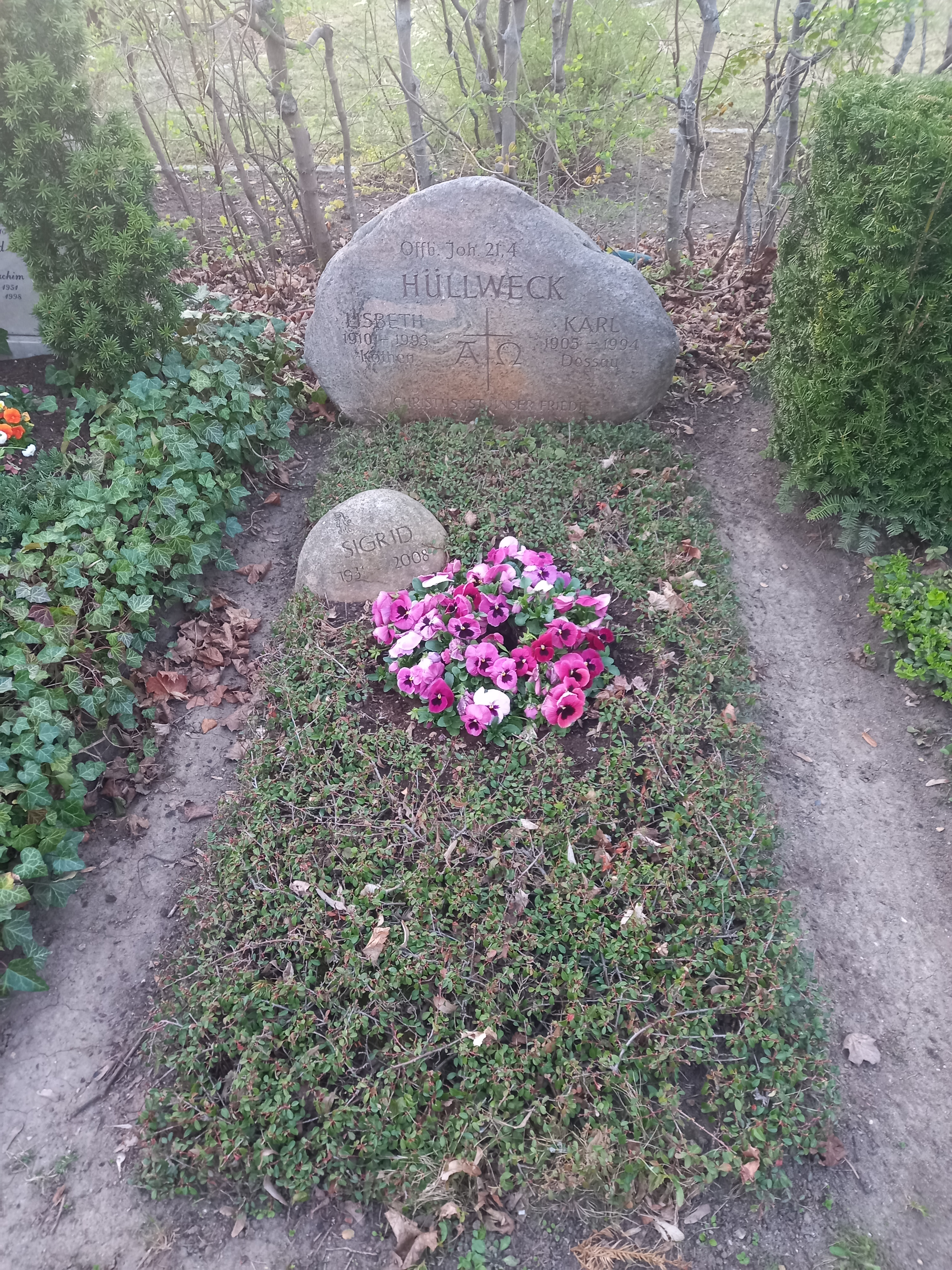
Das Grab von Karl Hüllweck und seiner Ehefrau Lisbeth geborene Hermann im Familiengrab auf dem Friedhof der Pfeifferschen Stiftungen in Magdeburg

Karl Hüllweck (* 13. Mai 1905 in Dessau; † 30. März 1994 in Neustadt in Holstein) war ein deutscher evangelischer Pfarrer und Schriftsteller. Er war von 1945 bis 1970 Pfarrer in Köthen.

## Leben
Karl Hüllweck war ein Sohn des Bildhauers Friedrich Hüllweck und seiner Ehefrau Barbara. Aus dem Tagebuch seines Vaters ist zu entnehmen, dass er sich zu einem aufgeschlossenen und begabten Jungen entwickelte. Besonders im Zeichnen, Dichten und Schauspielerischen zeigte er Talent.
Die schönsten Jugendjahre verlebte er in Warmbrunn im Riesengebirge, wo sein Vater Direktor der Holzschnitzschule wurde.
Bedingt durch die Folgen des Ersten Weltkriegs und der Inflation scheiterte der Vater und folgte einem Ruf nach Flensburg als Direktor der Kunstgewerbeschule. Hier machte Karl Hüllweck das Abitur.
Nach einigen „Zick-Zack-Wegen“, so die kritische Anmerkung seines Vaters, z. B. versuchte Offizierslaufbahn, Schauspielunterricht, Philologie- und Medizinstudium, entschloss er sich nach reiflicher Überlegung zum Studium der Theologie in Jena – nicht gerade zur großen Freude seines Vaters. Später schrieb dieser aber in sein Tagebuch, dass die Predigten seines Sohnes Gehalt und Stil hätten und es ein ästhetischer Genuss sei, ihnen zuzuhören.
1929 machte Karl Hüllweck Examen und trat in Bernburg die Vikariatszeit an. 1930 heiratete er Lisbeth Herrmann, die Tochter des Kreisoberpfarrers in Köthen, eine kluge und musikalische Frau. Aus der Ehe gingen vier Töchter hervor.
Ab 1932 war er Pfarrer im Anhaltischen, gerade zu einer Zeit, in der mit der Ära des Nationalsozialismus der Kirchenkampf seinen Anfang nahm. Hüllweck trat der Bekennenden Kirche bei.
Von 1945 bis 1970 war er Pfarrer an St. Jakob in Köthen, viele Jahre davon auch Studentenpfarrer. Hier begann sein literarisches Schaffen – anfangs mit Laienspielen, die er im Rahmen eines von ihm ins Leben gerufenen Seminars für Studenten mit ihnen aufführte. Dieser Kreis junger Menschen, dem damals auch Professor Manfred Wekwerth angehörte, lag ihm am Herzen, weil er hoffte, ihnen eine geistige Brücke über die ersten Nachkriegsjahre schlagen zu können. Besonders eindrucksvoll gelang damals der Totentanz Der todesmüde Tod.
Allmählich wuchs in Karl Hüllweck das Bedürfnis, sich mit den Kriegserlebnissen, der Schuldfrage und den menschlichen Leiden und Verstrickungen auseinanderzusetzen. Durch seine seelsorgerische Tätigkeit hatte er viel Gelegenheit, Menschen zu begegnen und Einblick in ihr Lebensschicksal zu nehmen. Die eindrucksvollsten und erschütterndsten Erlebnisse schrieb er nieder und vereinte sie mit Erinnerungen an Menschen, die sich ihm im Verlaufe seines eigenen Lebens eingeprägt hatten.
Die Erzählungen Hüllwecks haben eines gemeinsam: ihr unsichtbarer Mittelpunkt ist Gott. Wir erleben die scheinbare Sinnlosigkeit grausamen Geschehens. So zeichnet er Menschen, die an Gott verzagen, die ihn in Frage stellen, sich gegen ihn auflehnen. In der Tiefe aber, in dem Augenblick, da sie selbst Gott aufgeben, begegnet er ihnen. So erschien 1950 Die an Gott leiden und 1952 Das Selbstbildnis.
Auch in der Problematik unseres Verhältnisses zum Nächsten fragt Hüllweck, wie oft wir an denen vorüber gegangen sind, die uns in ihrer Not, ihrer Freude, ihrem Hass, ihrer Liebe oder stummen Bitte begegneten. Dies alles ist Tenor des Prosabandes Ein Mensch in der Tür, der 1960 erschien.
Nachdem Karl Hüllweck 1958 eine Reise als Kurprediger nach Capri genehmigt bekommen hatte, schrieb er 1962 die Italienischen Impressionen. Er schilderte darin die Kultur, die Landschaft und Menschen Italiens, wobei er nicht an der Not und am Elend der Armen vorübergeht. Liebevoll und kritisch zeichnete er die verschiedensten Charaktere, vom Heiteren bis zum Schwermütigen.
1968 erschien der Bunte Schrank, eine über hundertjährige Familiengeschichte und auch Autobiographie – eine Auseinandersetzung mit seiner Zeit, deren bürgerliche Ära zu Ende geht und in der sich neue Perspektiven eröffnen.
Insgesamt erschienen zwischen 1950 und 1981 allein in der Evangelischen Verlagsanstalt 14 Prosabände, darunter auch zwei heitere Werke, die vielen Menschen Freude machten. 1957 erschien Fridolin. Hüllweck schrieb darüber, dass er dies Büchlein während eines seiner glücklichsten Sommer schrieb. Es sind Geschichten über einen alten, originellen Amtsbruder.
1963 kam Mein Alter Ego, Lebenserinnerungen eines Talars. Dazu berichtete der Autor, dass er den bunten Bilderbogen seiner Geschichten wie auch die Liste der handelnden Personen mit einer lustigen Schere zerschnitten und jeweils nach Belieben wieder zusammengefügt habe – in der Stilart der Collagen, die in der Malerei des 20. Jahrhunderts berühmt wurden.
Anzumerken ist auch, dass der Maler Hans Dieter Schwarz, der früh verstorbene Freund Karl Hüllwecks aus Köthen, einige Bücher in feiner Weise illustrierte. Hervorzuheben ist des Weiteren Hüllwecks Vortragstätigkeit. Er verstand es wunderbar, seine Erzählungen zu lesen. Häufig wurde er zu Kirchentagen, von Kirchgemeinden und zu Tagungen der Evangelischen Akademie eingeladen.
Der große Durchbruch blieb Karl Hüllweck aber versagt. In dieser Hinsicht hatte er Teil an der Ghettoisierung der Kirche, ihrer Publizistik und ihres Verlagswesens in den 44 Jahren der DDR. Unter den Autoren der EVA war er derjenige, der am klarsten gegen die Erwartung protestierte, allzu schnelle, vordergründige christliche Lösungen zu finden. Es war ihm ein Gräuel, „Dichterpfarrer“ genannt zu werden. Er sah, „dass Literatur bestenfalls Hinweis und Zeugnis sein kann, dass sie nur die Verzagten, die Gestrandeten und die Zerbrochenen an die Hand nehmen kann, um sie an jenen Ort zu geleiten, wo Gott in der Majestät seines Gerichts und seiner Gnade waltet.“
Die ehrliche, aufrechte Haltung Karl Hüllwecks und seine engagierte Studentengemeindearbeit erregten natürlich auch die Aufmerksamkeit des Ministeriums für Staatssicherheit. Staatssicherheitsdienstliche Infiltration in die Gemeindearbeit und Verleumdungen in der Öffentlichkeit führten zur frühzeitigen Pensionierung. Resigniert und verletzt zog er sich in die Nähe von Dessau zurück. Das führte zu einer tiefgreifenden Isolation und zu einem frühzeitigen Abschluss seiner literarischen Tätigkeit. Er arbeitete aber an Vorträgen über Ernst Barlach, Käthe Kollwitz und Picasso, hielt Lesungen von Andersen-Märchen und arbeitete weiter an der Evangelischen Akademie mit.
Karl Hüllweck begann sogar noch einmal, Stücke zu schreiben, darunter auch eins über das Barlach-Denkmal des Magdeburger Domes. Sie liegen wohlverwahrt, aber unveröffentlicht, im „bunten Schrank“. Seine Stärke waren nun einmal die Erzählungen.
1982 übersiedelte das Ehepaar Hüllweck wegen eines unlösbaren Wohnungsproblems zu einer ihrer Töchter nach Neustadt in Holstein. Im Dezember 1993 starb seine Frau Lisbeth. Schon ein viertel Jahr nach ihrem Tod verließ ihn der Lebenswille, und am 30. März 1994, es war ein Gründonnerstag, verstarb auch Karl Hüllweck. Beide wurden auf eigenen Wunsch in sachsen-anhaltischer Erde auf dem Friedhof der Pfeifferschen Stiftungen in Magdeburg beigesetzt.

## Werke
bei der Evangelischen Verlagsanstalt Berlin (EVA) verlegt:
- 1948 Der todesmüde Tod. Ein Totentanz.
- 1950 Die an Gott leiden. Erzählungen. 4. Aufl. 1958
- 1951 Wunderbare Wandlung. Erzählungen und Legenden. 4. Aufl. 1969
- 1952 Das Selbstbildnis. Eine Novelle. 4. Aufl. 1966
- 1957 Fridolin. Ein heiterer Kranz von Anekdoten. 8. Aufl. 1960
- 1960 Ein Mensch in der Tür. Erzählungen. 3. Aufl. 1969
- 1961 Odyssee durch den Tod. 2. Aufl. 1962
- 1962 Italienische Impressionen. 4. Aufl. 1970
- 1963 Mein Alter Ego. Unterhaltsame Lebenserinnerungen eines Talars. 2. Aufl. 1963
- 1965 Vorderhaus, Hinterhaus und der wahre Hintergrund. Verkündigungsspiele der Gemeinde.
- 1966 Der Ruf. Ungewöhnliche Weihnachtsgeschichten. 2. Aufl. 1969
- 1968 Der bunte Schrank. 4. Aufl. 1981
- 1970 Bruder Jacinto. Erzählungen.
- 1976 Vielfalt des Lebens. Eine Auswahl. 2. Aufl. 1978
- 1977 Licht und Schatten. Begegnungen mit alten Menschen
- 1979 Und Freude bricht aus allen Finsternissen.

Weitere Werke und Beiträge
- Eckehart als Künder der Religion des Blutes? Zu Rosenbergs „Mythus des 20. Jahrhunderts“. In: Die Christliche Welt, 46, 1932, S. 732–735.
- Sie hatten sonst keinen Raum in der Herberge. Ein Krippenspiel (Bärenreiter-Laienspiele 77). Bärenreiter, Kassel 1949.
- Dichter rettet eine Stadt. In: Morgenstunde. Ein christliches Lebensbuch. In Zusammenarbeit mit Martha Hintze und Maria Rathmann herausgegeben von Karl Hüllweck. EVA, Berlin 1958, S. 17–25.
- An Gott gesund geworden. Anker, Frankfurt 1965.
- Der Streit um das Lämmchen. Weihnachtslegenden. EVA, Berlin 1969 (zusammen mit von Kurt Arnold Findeisen, Ruth Schaumann und Robert Farelly).
- Der verlorene Gott. In: Fanny Herklotz (Hrsg.): Der Kristall. Christliche Erzählungen unserer Zeit.  2. Auflage. EVA, Berlin 1972, S. 257–297.
- Die Jagd nach dem Lebenselixier und andere Erzählungen. Begegnungen mit alten Menschen. Friedrich Bahn, Neukirchen-Vluyn 1984.